# Comuna de Takaroa
Takaroa és una comuna de la subdivisió Tuamotu-Gambier de la Polinèsia Francesa, situada al nord de l'arxipèlag.
Consta de dues comunes associades formades per dos atols, i d'una illa dependent. Històricament i geogràfica s'ha conegut com a illes del Rei Jordi. Junt amb la comuna de Manihi comparteixen una de les set àrees lingüístiques del tuamotu anomenada vahitu.
| Illes                        | Capital      | Habitants (2007) | Superfície (km²) | Llacuna (km²) | Coordenades                                |
| ---------------------------- | ------------ | ---------------- | ---------------- | ------------- | ------------------------------------------ |
| Takaroa                      | Teavaroa     | 1.105            | 18               | 90            | 14° 27′ S, 144° 59′ O / 14.450°S,144.983°O |
| Tikei                        | Tereporepo   | 0                | 4                | 0             | 14° 57′ S, 144° 33′ O / 14.950°S,144.550°O |
| Comuna associada de Takapoto |              |                  |                  |               |                                            |
| Takapoto                     | Fakatopatere | 472              | 13               | 81            | 14° 37′ S, 145° 12′ O / 14.617°S,145.200°O |
| Comuna de Takaroa            | Teavaroa     | 1.577            | 35               | 171           |                                            |